# ФК Олимпик Сарајево
ФК Олимпик Сарајево је фудбалски клуб из Сарајева у Босни и Херцеговини који се од сезоне 2009/10 такмичи у Премијер лиги Босне и Херцеговине.
Клуб је основан 1993. године. Име Олимпик је потекло из чињенице да су 14. Зимске олимпијске игре 1984. одржане у Сарајеву. Клуб и његови навијачи имају надимак Вукови, алудирајући на сипатичног Вучка маскоту тих олимпијских игара.
Олимпик ка одомаћи игра утакмице на стадиону Отока који може да прими 5.000 гледалаца.
Највећи успех клуба до данас је освајање првог места у Првој лиги федерације Босне и Херцеговине у сезони 2008/09. и пласман у Премијер лигу.

## Трофеји
- Куп Босне и Херцеговине
  - Освајач (1) : 2014/15.